# Ashley Campbell
Ashley De Vere Campbell (Sydney, 29 settembre 1880 – 5 luglio 1943) è stato un tennista australiano.

## Carriera
Abile doppista, vinse per due volte gli Australian Championships: il primo nel 1910 assieme a Horace Rice e il secondo nel 1914 con il connazionale Gerald Patterson.